# Bilanzierungshilfe
Als Bilanzierungshilfe wurde im deutschen Rechnungswesen eine Bilanzposition bezeichnet, welche zwar nicht die Bilanzierungsgrundsätze erfüllte, aber dennoch durch das Gesetz eine Bilanzierung gestattet wurde.

## Allgemeines
Bei Bilanzierungshilfen handelte es sich weder um Vermögensgegenstände noch um Rechnungsabgrenzungsposten, sondern um – ausnahmsweise – aktivierbaren Aufwand, der eine periodengerechte Aufwandsverrechnung ermöglichen sollte. Ohne die Bilanzierungshilfe müsste sich der Aufwand im Geschäftsjahr seiner Entstehung gewinnmindernd oder verlusterhöhend in der Gewinn- und Verlustrechnung niederschlagen.

## Inhalt
Ein Aufwand wurde nicht in der Gewinn- und Verlustrechnung als solcher verbucht, sondern in der Bilanz aktiviert. Das hatte zur Folge, dass sich – ceteris paribus – das Eigenkapital erhöhte und die Ertragslage verbesserte. Der Aufwand wurde als eigenkapitalerhöhender Vermögenswert bilanziert, was sich gleichzeitig als Ertrag in der Gewinn- und Verlustrechnung niederschlug.
Die Bilanzierungshilfe kam in Deutschland in zwei Formen vor, wobei der Rechtsbegriff der Bilanzierungshilfe vom Rechnungslegungsstandard des Handelsgesetzbuchs (HGB) verwendet wurde:
- Aufwendungen für die Ingangsetzung und Erweiterung des Geschäftsbetriebes (269 HGB a. F.): Typisches Beispiel war die Gründung neuer Geschäftssparten in einem bereits bestehenden Unternehmen, die mit Gründungsaufwand verbunden war. Dieser Aufwand durfte aktiviert werden und musste jährlich durch Abschreibung pro rata temporis vermindert werden.
- Aktive Latente Steuern (§ 274 Abs. 1 HGB): Eine sich aus Bewertungsdifferenzen zwischen Handels- und Steuerbilanz insgesamt ergebende Steuerentlastung kann als aktive latente Steuern in der Bilanz angesetzt werden.

Nur aktive latente Steuern sind noch erlaubt, ihre Bilanzposition ist in § 266 Abs. 2 lit. D HGB vorgesehen. Sie gelten formal jedoch nicht mehr als Bilanzierungshilfe, sondern für sie besteht ein Aktivierungswahlrecht.

## International
Bilanzierungshilfen waren und sind in den IFRS unbekannt. Ein Aufwand muss als solcher stets in der Gewinn- und Verlustrechnung verbucht werden, denn er erfüllt nicht die Anforderungen an einen Vermögensgegenstand. Dieser muss das Kriterium der „Einzelverkehrsfähigkeit“ erfüllen, also auf einem Markt gegen einen Marktpreis verkäuflich zu sein.

## Wirtschaftliche Aspekte
Der derivative Geschäfts- oder Firmenwert wird in der Fachliteratur überwiegend als Bilanzierungshilfe verstanden. In der Bilanzgliederung des § 266 Abs. 2 lit. A I Nr. 3 HGB ist er jedoch als immaterieller Vermögensgegenstand erwähnt. Auch in § 255 Abs. 4 HGB wird auf dessen Bezeichnung als Bilanzierungshilfe verzichtet. Zudem ist auch materiell der derivative Geschäfts- oder Firmenwert ein Vermögensgegenstand, denn er besteht aus der (positiven) Differenz zwischen dem Kaufpreis eines erworbenen Unternehmens und dessen Eigenkapital.
Bilanzierungshilfen verhinderten, dass bei Aktiengesellschaften die Anzeige über das Bestehen eines Verlustes in Höhe der Hälfte des Grundkapitals nach § 92 Abs. 1 AktG oder der Ausweis als „nicht durch Eigenkapital gedeckter Fehlbetrag“ nach § 268 Abs. § HGB erfolgen musste. Sie dienten deshalb der Verschleierung von Verlusten, wodurch die Ertragslage günstiger dargestellt wurde.
Mit dem Inkrafttreten des Bilanzrechtsmodernisierungsgesetzes im Mai 2009 wurden die Bilanzierungshilfen entweder ersatzlos gestrichen (Ansatzverbot für Ingangsetzungs- und Erweiterungsaufwendungen und bestimmte Aufwandsrückstellungen) oder in Aktivierungsgebote (Geschäfts- oder Firmenwert) oder Aktivierungswahlrechte (aktive latente Steuern) umgewandelt. Aus diesem Grund gibt es in Deutschland keine Bilanzierungshilfen mehr.